# Landkreis Lörrach
Landkreis Lörrach är ett distrikt i Regierungsbezirk Freiburg i förbundslandet Baden-Württemberg, Tyskland. Distriktet ligger i Schwarzwald i förbundslandets sydvästligaste del, söder om staden Freiburg im Breisgau, och gränsar till bland annat Basel i Schweiz. Huvudort är Lörrach.

## Städer och kommuner
I förvaltningsrättslig mening finns i modern tid ingen skillnad mellan begreppet Stadt (stad) gentemot Gemeinde (kommun). 
I Landkreis Lörrach ligger 8 städer och 27 landskommuner (Gemeinden), som är organiserade i följande kommuner och kommunalförbund:
- staden Todtnau.
- staden Weil am Rhein.
- kommunen Efringen-Kirchen.
- kommunen Grenzach-Wyhlen.
- kommunen Kleines Wiesental.
- kommunen Steinen, Lörrach.
- Vereinbarte Verwaltungsgemeinschaft der Stadt Kandern med 
  - staden Kandern och
  - kommunen Malsburg-Marzell.
- Vereinbarte Verwaltungsgemeinschaft der Stadt Lörrach, med 
  - staden Lörrach och
  - kommunen Inzlingen.
- Vereinbarte Verwaltungsgemeinschaft der Stadt Rheinfelden (Baden), med 
  - staden Rheinfelden (Baden) och
  - kommunen Schwörstadt.
- Vereinbarte Verwaltungsgemeinschaft der Gemeinde Schliengen, med kommunerna 
  - Schliengen och
  - Bad Bellingen.
- Gemeindeverwaltungsverband Schönau im Schwarzwald med 
  - staden Schönau im Schwarzwald och kommunerna
  - Aitern,
  - Böllen,
  - Fröhnd,
  - Schönenberg,
  - Tunau,
  - Utzenfeld,
  - Wembach och
  - Wieden.
- Vereinbarte Verwaltungsgemeinschaft der Stadt Schopfheim, med 
  - staden Schopfheim och kommunerna
  - Hasel,
  - Hausen im Wiesental och
  - Maulburg.
- Gemeindeverwaltungsverband Vorderes Kandertal, 
  - med säte i kommunen Binzen, samt kommunerna
  - Eimeldingen,
  - Fischingen,
  - Rümmingen,
  - Schallbach och
  - Wittlingen.
- Vereinbarte Verwaltungsgemeinschaft der Stadt Zell im Wiesental, med 
  - staden Zell im Wiesental och
  - kommunen Häg-Ehrsberg.

## Infrastruktur
Genom distriktet passerar motorvägarna A5 och A98.
1. 1 2  GeoNames, 2005, Geonames-ID: 3214108.[källa från Wikidata]
2. ↑  hämtat från: tyskspråkiga Wikipedia.[källa från Wikidata]